# Przygody dobrego wojaka Szwejka (film 1999)
Przygody dobrego wojaka Szwejka – polski film telewizyjny (widowisko telewizyjne) z 1999 roku.
Produkcja została zrealizowana na podstawie książek: Przygody dobrego wojaka Szwejka Jaroslava Haška oraz Wy mnie jeszcze nie znacie Leszka Mazana.

## Obsada aktorska
- Jerzy Stuhr – Józef Szwejk
- Adrianna Biedrzyńska – Katy Wendler
- Jerzy Bińczycki – pułkownik Schroder
- Andrzej Balcerzak – pan Kakonyi
- Artur Dziurman – porucznik Lukasz
- Jerzy Fedorowicz – wachmistrz
- Tadeusz Huk – cesarz Franciszek Józef I
- Jan Kobuszewski – feldkurat Katz
- Wiesław Kupczak – Vodiczko
- Leszek Piskorz – Bretschneider
- Jan Prochyra – pan Wendler
- Piotr Różański – kapitan Sagner
- Anna Seniuk – Palivcova
- Magdalena Sokołowska – Mullerowa
- Grażyna Szapołowska – pani Kakonyi
- Jerzy Święch – Palivec
- Jerzy Trela – audytor Bernis
- Kajetan Wolniewicz – dziennikarz
- Zbigniew Zamachowski – nauczyciel, podporucznik Dub
- Marek Litewka
- i inni